# 봉화산역
봉화산(서울의료원)역(Bonghwasan(Seoul Madical Center)Station, 烽火山(首尔醫療院)驛)은 대한민국 서울특별시 중랑구 신내동과 묵동에 걸쳐 있는 서울 지하철 6호선의 전철역이다. 이 역부터 응암 순환 구간까지 지하 구간이다.

## 역명 유래
조선 시대에 소식을 전하던 봉수를 피우던 봉수대가 마치 산과 같다고 해서 봉화산(烽火山)이라고 부르게 되었다.

## 역사
- 2000년 8월 7일: 서울 지하철 6호선 상월곡 ~ 봉화산 구간 개통과 함께 영업 개시
- 2013년 12월 26일: 봉화산역에서 봉화산(서울의료원)역으로 변경[1]
- 2019년 12월 21일: 서울 지하철 6호선 봉화산역~신내역 구간 개통과 함께 중간역으로 전환

## 역 구조
2면 3선식 혼합식 승강장을 갖추고 있는 지하철역이며, 승강장에는 스크린도어가 설치되어 있다. 이러한 구조는 2기 지하철에서 쉽게 찾아볼 수 있는데, 1기 지하철의 회차시 시간이 오래 걸리는 문제를 해결하기 위하여 중간에 선로를 하나 더 추가하여 종착 후 회차하여 가는 열차는 중선으로, 출고와 입고 열차는 가장자리 쪽 선로로 진입하여 회차 시간을 축소시킨다. 신내차량사업소 입고열차는 봉화산에서 종료한다. 1~4번 출구는 신내동에 있고, 5번 출구는 묵동에 있다.

### 승강장
2면 3선식 승강장을 갖춘 지하역이며, 완전밀폐형 스크린도어가 설치되어 있다.
| 신내 ↑        |
| 1 2 \| 3 4 \| |
| ↓ 화랑대      |

| 1        | ● 서울 지하철 6호선 | 신내발                                                       | 태릉입구·석계·고려대·응암 방면                               |
| 2        | ● 서울 지하철 6호선 | 신내발                                                       | 태릉입구·석계·고려대·응암 방면                               |
| 봉화산발 | ● 서울 지하철 6호선 |                                                              | 태릉입구·석계·고려대·응암 방면                               |
| 3        | ● 서울 지하철 6호선 | 응암순환 회차 및 열차 당역 종착 신내기지 입고 열차 당역 종착 | 응암순환 회차 및 열차 당역 종착 신내기지 입고 열차 당역 종착 |
| 4        | ● 서울 지하철 6호선 | 신내 방면                                                    | 신내 방면                                                    |

## 역 주변
- 서울교통공사 신내차량사업소
- 중랑공영차고지
- 홈플러스 신내점
- 서울의료원 방면
- 중랑소방서

## 이용객 변동
2000년 자료는 개통일인 2000년 8월 7일부터 12월 31일까지 147일간의 집계를 반영한 것이다.
| 노선  | 노선    | 일평균 인원수 (명/일) | 일평균 인원수 (명/일) | 일평균 인원수 (명/일) | 일평균 인원수 (명/일) | 일평균 인원수 (명/일) | 일평균 인원수 (명/일) | 일평균 인원수 (명/일) | 일평균 인원수 (명/일) | 일평균 인원수 (명/일) | 일평균 인원수 (명/일) | 각주  |
| 노선  | 노선    | 2000년                | 2001년                | 2002년                | 2003년                | 2004년                | 2005년                | 2006년                | 2007년                | 2008년                | 2009년                | 각주  |
| ----- | ------- | --------------------- | --------------------- | --------------------- | --------------------- | --------------------- | --------------------- | --------------------- | --------------------- | --------------------- | --------------------- | ----- |
| 6호선 | 승차    | 3,979                 | 6,529                 | 7,651                 | 8,186                 | 8,429                 | 8,298                 | 8,154                 | 7,883                 | 7,743                 | 7,673                 | [ 2 ] |
| 6호선 | 하차    | 3,484                 | 5,482                 | 6,459                 | 7,055                 | 7,328                 | 7,408                 | 7,359                 | 7,147                 | 7,042                 | 7,058                 | [ 2 ] |
| 6호선 | 승·하차 | 7,463                 | 12,011                | 14,110                | 15,240                | 15,757                | 15,706                | 15,513                | 15,030                | 14,785                | 14,731                | [ 2 ] |
| 노선  | 노선    | 2010년                | 2011년                | 2012년                | 2013년                | 2014년                | 2015년                | 2016년                | 2017년                |                       |                       | [ 2 ] |
| 6호선 | 승차    | 8,343                 | 8,459                 | 8,815                 | 8,946                 | 9,500                 | 9,704                 | 9,555                 | 9.587                 |                       |                       | [ 2 ] |
| 6호선 | 하차    | 7,733                 | 7,866                 | 8,246                 | 8,423                 | 8,913                 | 9,063                 | 8,929                 | 8,889                 |                       |                       | [ 2 ] |
| 6호선 | 승·하차 | 16,075                | 16,325                | 17,061                | 17,369                | 18,413                | 18,767                | 18,484                | 18,476                |                       |                       | [ 2 ] |

## 사진

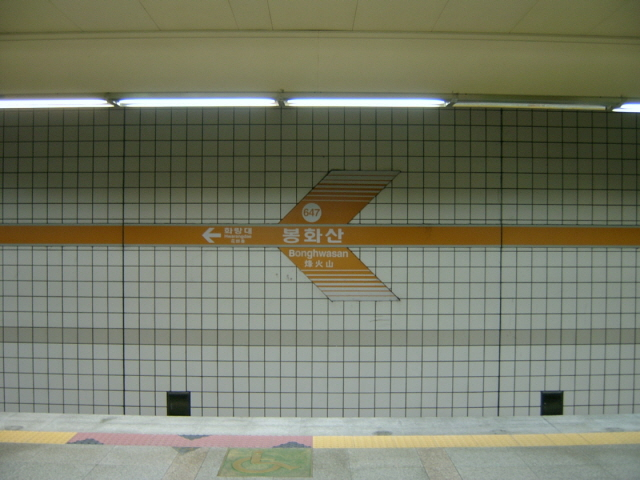
응암순환 역명판(개정·스크린도어 설치·봉화산역~신내역 구간 연장 개통 전, 서울특별시 도시철도공사 시절)
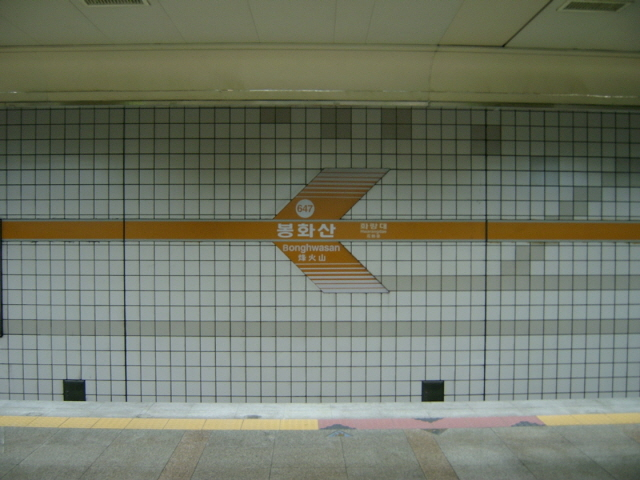
당역 종착 역명판(개정·스크린도어 설치·봉화산역~신내역 구간 연장 개통 전, 서울특별시 도시철도공사 시절)
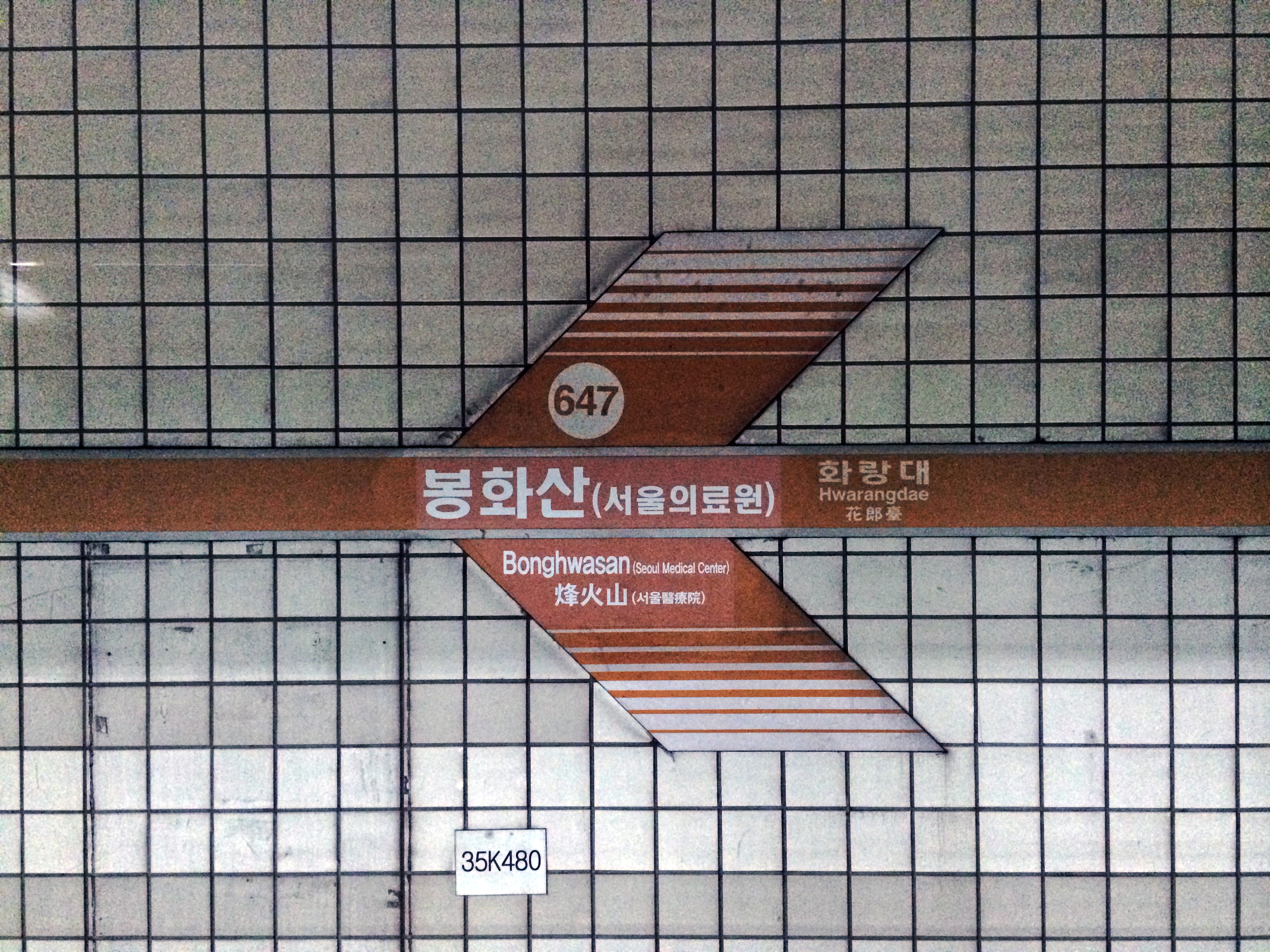
당역 종착 역명판(개정 후, 봉화산역~신내역 구간 연장 개통 전, 서울특별시 도시철도공사 시절)
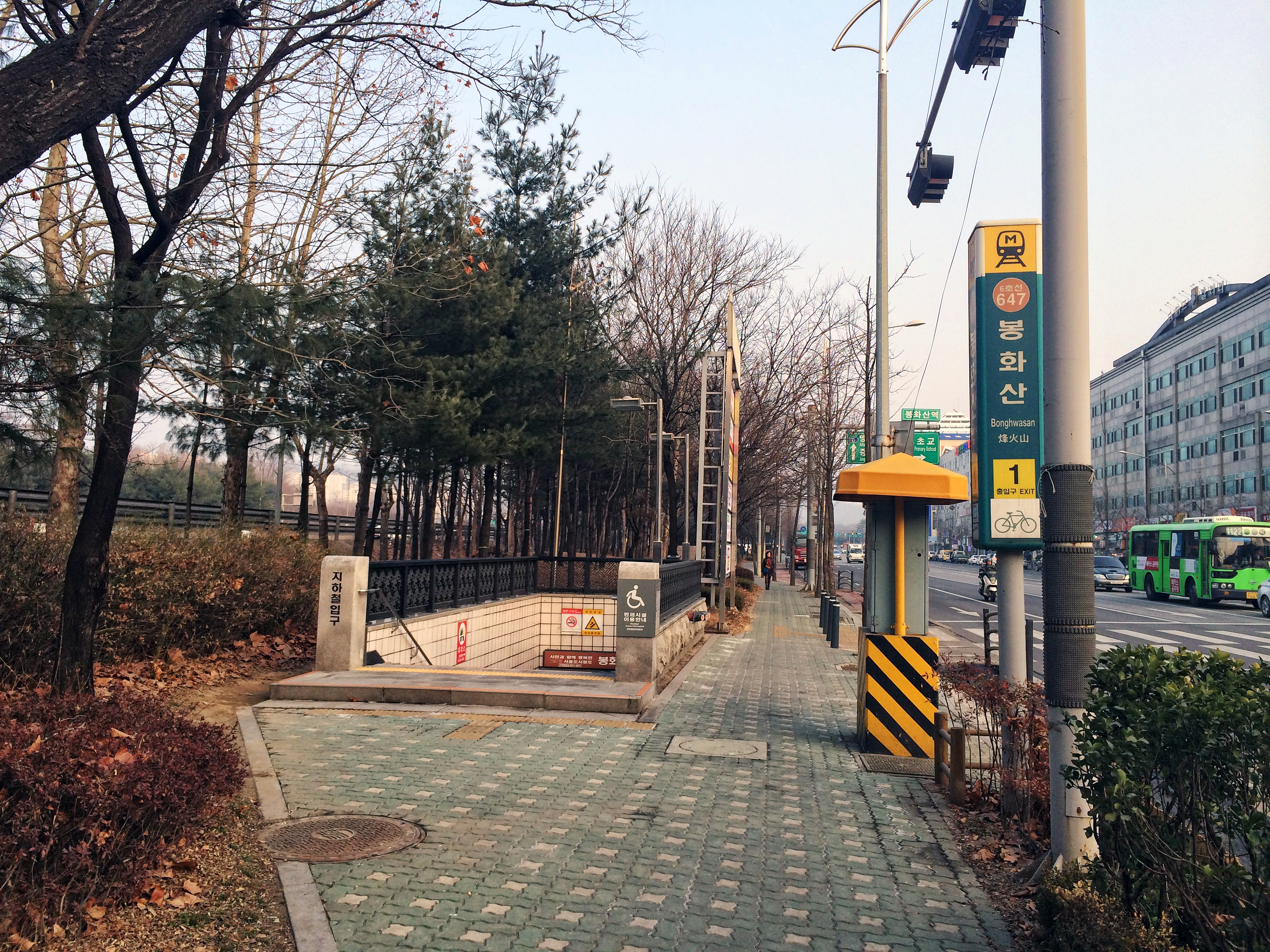
1번 출입구
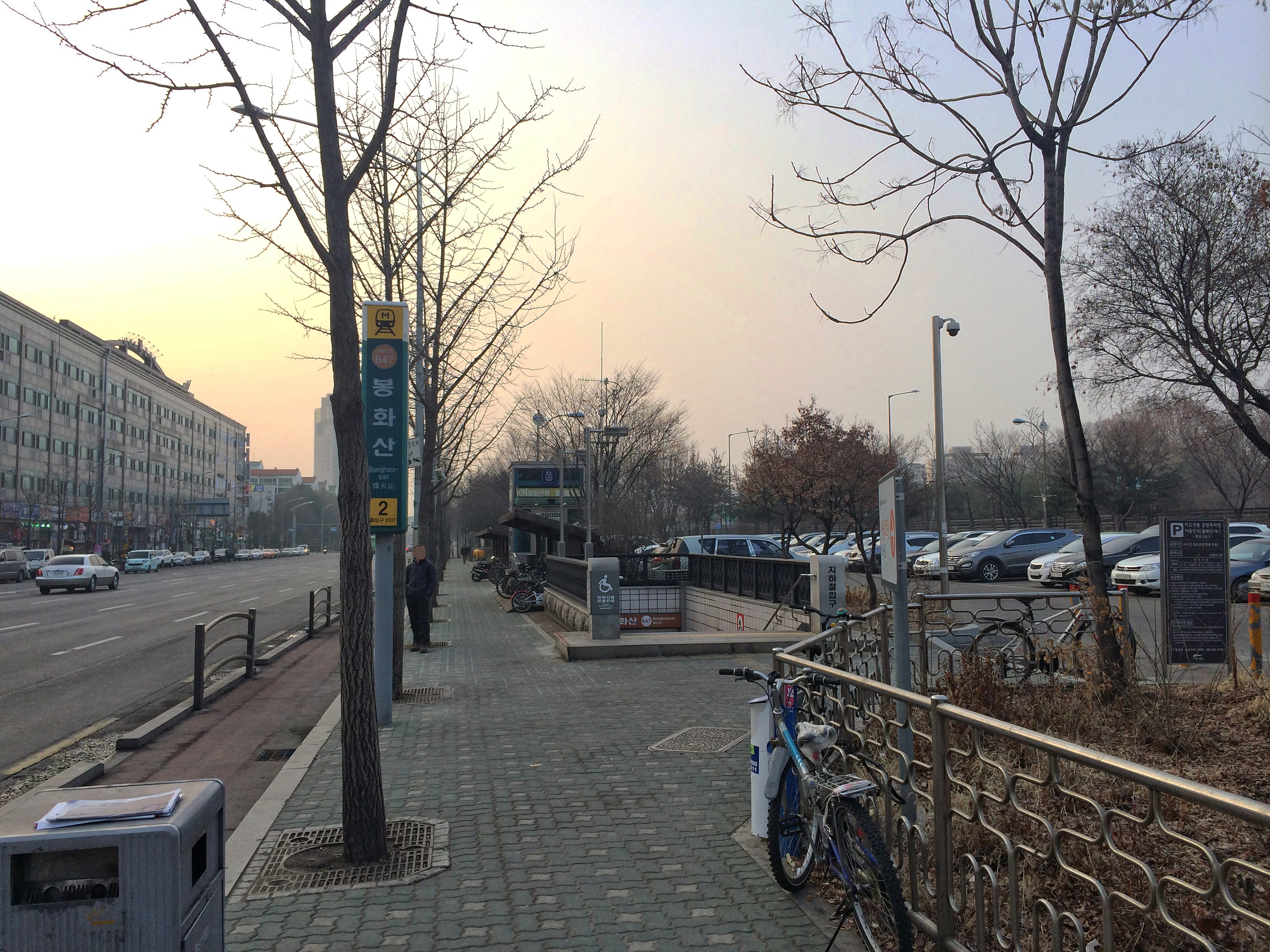
2번 출입구
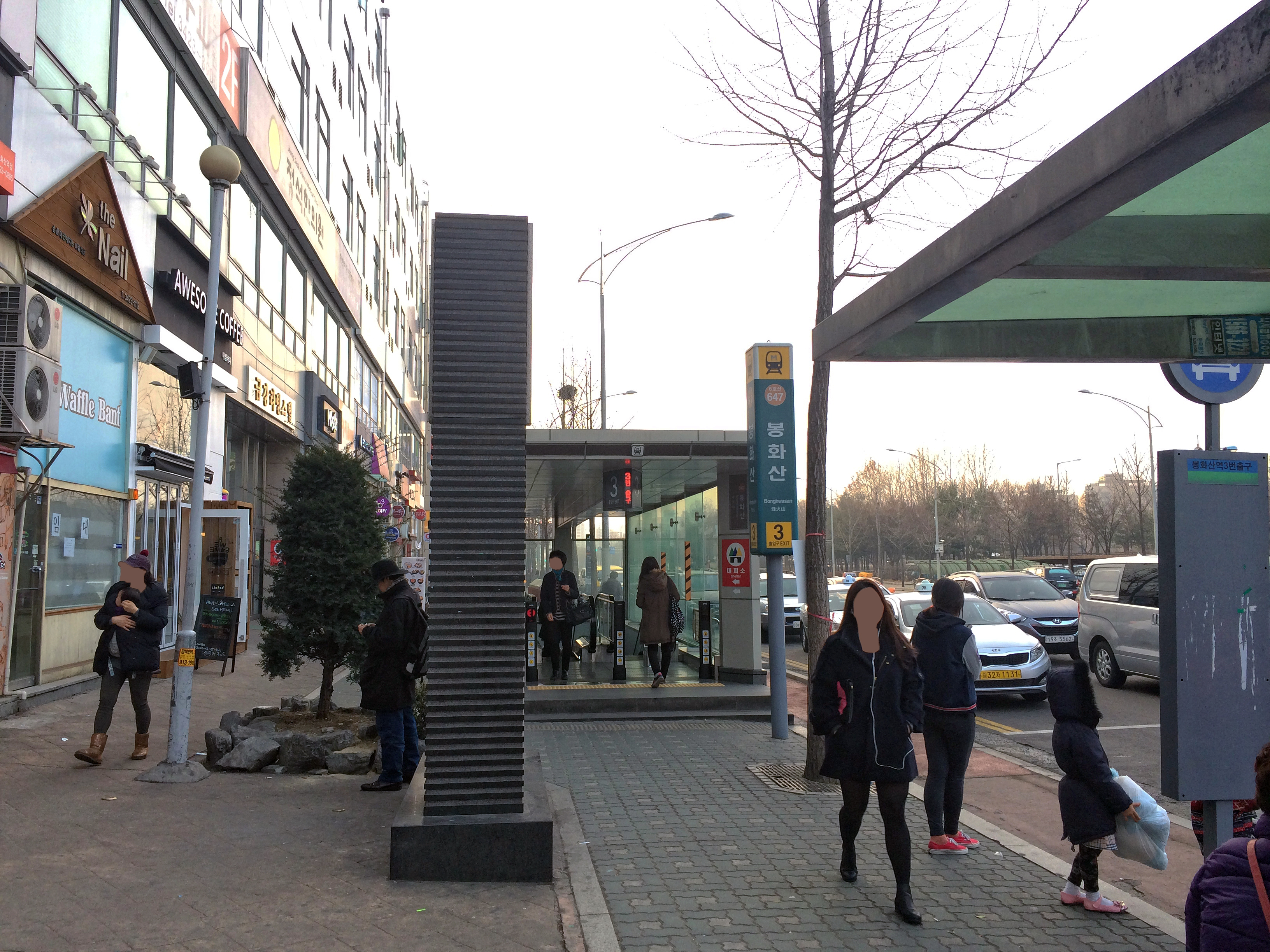
3번 출입구
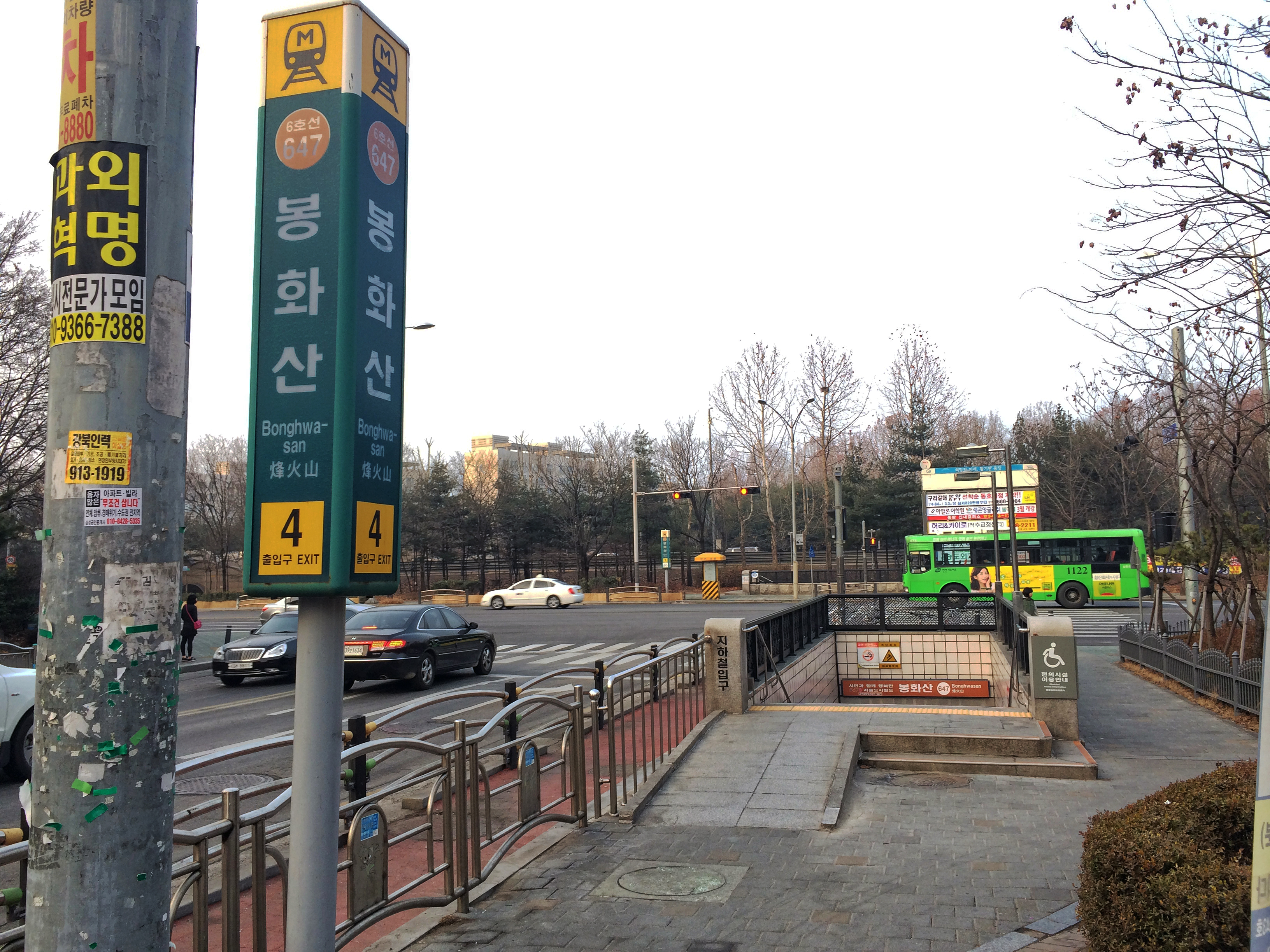
4번 출입구
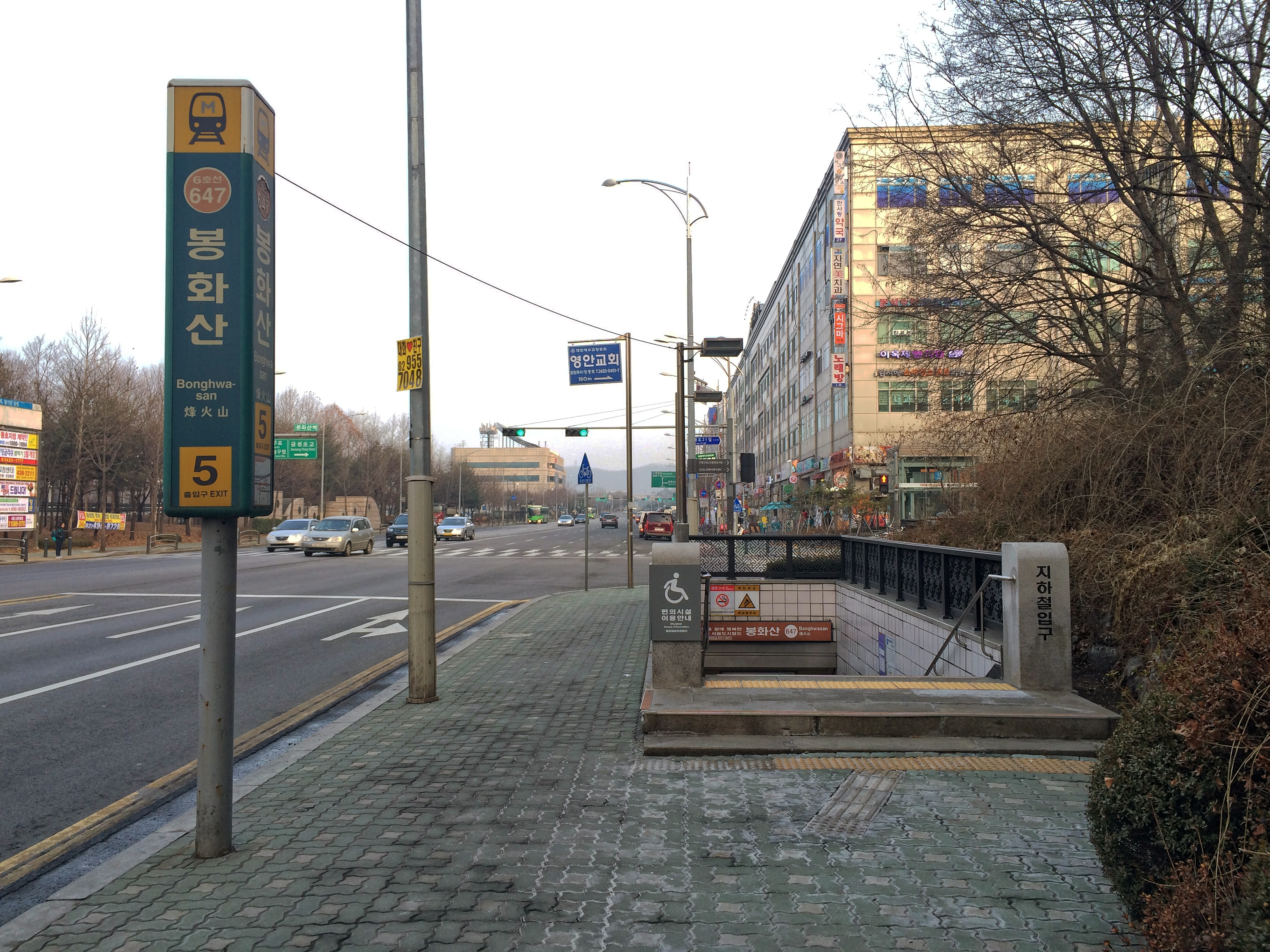
5번 출입구

## 인접한 역
| 서울 지하철 6호선                 | 서울 지하철 6호선   | 서울 지하철 6호선 |
| --------------------------------- | ------------------- | ----------------- |
| 646 화랑대(서울여대입구) 응암순환 | ● 서울 지하철 6호선 | 648 신내 방면     |